# Hypercharge: Unboxed
Hypercharge: Unboxed (stylisé HYPERCHARGE: Unboxed ) est un jeu vidéo de tir à la première personne coopératif, développé et édité par le studio indépendant britannique Digital Cybercherries pour Microsoft Windows et Nintendo Switch. Il est sorti sur le Nintendo eShop le 31 janvier 2020.
Le jeu se déroule dans des endroits familiers tels que les chambres, les garages, les salles de bain, les couloirs et les magasins de jouets. Chaque joueur assume le rôle d'une figurine d'action, qui doit défendre des parties de son territoire contre des ennemis.

## Système de jeu
Hypercharge: Unboxed est un jeu de tir à la première personne avec des éléments de tower defense situés dans des environnements domestiques de banlieue. Il est joué à la première personne. La plupart du temps le joueur construit des systèmes de défenses, de combats, d'exploration et de personnalisation de personnages,,,,,,.
Le système de combat du jeu est principalement basé sur la distance. Les joueurs peuvent utiliser des pièces jointes pour différentes armes, qui peuvent être trouvées disséminées dans chaque niveau. Il met l'accent sur le mode coopératif qui peut être joué jusqu'à quatre joueurs.
En parcourant chaque carte, les joueurs peuvent trouver divers fournitures et objets, tels que des batteries, des armes, des pièces jointes et des crédits. Les batteries sont utilisées pour alimenter les tourelles et les pièges, les pièces jointes donnent à chaque arme un avantage et les crédits permettent de construire des défenses.

## Développement
Digital Cybercherries a reçu une subvention de Unreal Dev qui a aidé à financer Hypercharge: Unboxed. Il utilise le moteur de jeu Unreal Engine 4.